# جوفان أسيموفيتش
جوفان أسيموفيتش ، من مواليد 21 يونيو 1948 ، لاعب كرة قدم يوغسلافي سابق.
لعب مع منتخب يوغسلافيا لكرة القدم.

## مسيرته الكروية
لعب جوفان أسيموفيتش خلال مسيرته الاحترافية مع 3 أندية في أربعة عشر موسمًا وسجل خلالها 44 هدفًا ضمن 278 مباراة. حيث فاز في ثلاثة مواسم بالكأس وفي أربعة مواسم بالدوري.
خاض جوفان أسيموفيتش مسيرته مع نادي أو إف كيه بيوغراد في موسم 1964–65 لمدة موسم واحد، لم يشارك في أي مباراة ولم يسجل أي هدف. ثم انتقل إلى نادي النجم الأحمر بلغراد في موسم 1965–66 ليلعب معه أحد عشر موسمًا، حيث شارك في 237 مباراة سجل خلالها 43 هدفًا. لينتقل بعدها إلى سار 05 ساربروكن ‏ في موسم 1976–77 ولمدة موسمين، مشاركًا في 41 مباراة سجل خلالها هدفًا واحدًا.

## روابط خارجية
- جوفان أسيموفيتش على موقع الاتحاد الدولي (مؤرشف)  (الإنجليزية)
- جوفان أسيموفيتش على موقع قاعدة بيانات كرة القدم.إي يو (الإنجليزية)
- جوفان أسيموفيتش على موقع بيانات كرة القدم. دي إي (الألمانية)
- جوفان أسيموفيتش على موقع ناشيونال فوتبول تيمز (الإنجليزية)
- جوفان أسيموفيتش على موقع عالم كرة القدم.نت (الإنجليزية)